# Bolero (film, 1984)
Pour les articles homonymes, voir Boléro (homonymie).
Pour plus de détails, voir Fiche technique et Distribution.
Bolero est un film américain réalisé par John Derek, sorti en 1984, avec Olivia d'Abo dans le rôle de Paloma.

## Synopsis
Film érotique. Une jeune femme espère mettre fin à l'impuissance de son mari en devenant elle-même torera.

## Fiche technique
- Titre : Bolero
- Titre original : Bolero
- Réalisation : John Derek
- Scénario : John Derek
- Photographie : John Derek
- Musique : Peter Bernstein
- Décors : Alan Roderick-Jones
- Producteurs :	Bo Derek (productrice), Yoram Globus (producteur exécutif), Menahem Golan (producteur exécutif), Roni Ya'ackov (producteur associé)
- Sociétés de production : City Films, Golan-Globus Productions
- Société de distribution : Cannon Film Distributors Ltd
- Budget : 7 000 000 (estimé)
- Pays d'origine :  États-Unis
- Langue : Anglais
- Tournage : du 12 avril 1983 au mois d'août 1983
- Format : Couleur — 35 mm — 1,85:1 — Son : Dolby Stereo
- Genre : Comédie dramatique, Film érotique
- Durée : 105 minutes (1 h 45)
- Dates de sortie :
  -  États-Unis : 31 août 1984
  -  Australie : 11 octobre 1984
  -  France : 2 janvier 1985
  -  Allemagne de l'Ouest : 11 janvier 1985
- Affiche : Michel Landi (France)

## Distribution
- Bo Derek : Lida MacGillivery
- George Kennedy : Cotton
- Ana Obregón : Catalina
- Andrea Occhipinti : Le rejoneador Angel Sacristan
- Olivia d'Abo : Paloma
- Greg Bensen : Sheik
- Ian Cochrane : Robert Stewart
- Mirta Miller : Evita
- Mickey Knox : Guide marocain
- Paul Stacey : Valentino jeune #1
- James Stacy : Valentino jeune #2